# Lyngby-Taarbæk (općina)
Lyngby-Taarbæk je općina u danskoj regiji Hovedstaden.

## Zemljopis
Općina se nalazi u istočnom dijelu otoka Zelanda, te je prigradska općina glavnog grada Danske Kopenhagen, prositire se na 38,88 km2.

## Stanovništvo
Prema podacima o broju stanovnika iz 2010. godine općina je imala 	51.532 stanovnika, dok je prosječna gustoća naseljenosti 1.325,41 stan/km2. Središte općine je grad Kongens Lyngby.

## Vanjske poveznice
- Službena stranica općine